# Gottlieb Friedrich Wagner
Gottlieb Friedrich Wagner (* 3. November 1774 in Reusten im Ammertal; † 14. Februar 1839 in Maichingen) war ein deutscher Lehrer, Politiker und schwäbischer Mundartschriftsteller.

## Leben
Gottlieb Friedrich Wagner war von 1796 bis 1831 als Schulmeister in Maichingen tätig. Er war von 1818 bis 1839 erster frei gewählter Schultheiß in Maichingen und betätigte sich auch auf Landesebene politisch.
Bekannt geworden ist er als Verfasser mehrerer Schauspiele in schwäbischer Mundart. Diese behandeln das Problem der politischen Unreife der ländlichen Bevölkerung, die sich an ihr Mitwirkungsrecht in der neu errichteten Selbstverwaltung erst gewöhnen muss und wollen eine realistische Schilderung des dörflichen Brauchtums und bäuerlichen Alltags geben.
Gottlieb Friedrich Wagner gehört neben Johannes Nefflen und Friedrich Theodor Vischer zu den bedeutendsten württembergischen Satirikern des 19. Jahrhunderts. Durch seine Tätigkeit als Schultheiß in einem größeren Dorf und den damit verbundenen Ämtern kannte er Verhältnisse in einer Kommune genau. Deshalb ist der Untertitel „Ist das Volk mündig?“ ironisch zu verstehen. Bei der „Schulmeisters-Wahl“ entscheiden sich die wahlberechtigten Einwohner unter mehreren Kandidaten für den unfähigsten Bewerber, der jedoch die Gemeinde am wenigsten kostet. Ebenso werden bei der „Schultheißen-Wahl“ die Vorgänge bei den Wahlen der „Bauern-Schultheißen“, wie sie in den meisten Gemeinden des Königreichs Württemberg gewählt wurden, karikiert. Meist erreichen die Fortsetzungsbände nicht mehr die Qualität der ersten Bände.
Die Theaterstücke Wagners bieten auch für die württembergische Mundart des Mittleren Neckarraums eine wichtige Quelle. Heute werden sie nicht mehr aufgeführt, obwohl sie für diejenigen, die Mundart verstehen, sehr amüsant sind und ihr hintergründiger Witz auch heute noch die Schattenseiten einer kleinen Gemeinde anschaulich vermittelt.

## Schriften
In den Jahren 1824 bis 1827 erschienen folgende Werke in schwäbischer Mundart:
- Die Schulmeisters-Wahl zu Blindheim oder Ist das Volk mündig?, Schauspiel in 4 Aufzügen, 1824
- Volks-Gedichte im schwäbischen Dialekt, 1824
- Ernennung und Heyrath des Schulmeisters zu Blindheim oder ist das Volk mündig?, Schauspiel in 4 Aufzügen, 1825
- Debatten auf dem Rathaus zu Schwabenheim über die Errichtung einer Hülfsleihkasse, Schauspiel, 1826
- Madame Justitia im Guckkasten, oder: genaue und gründliche Untersuchung eines Excesses, welchen eine Gans im Fluge begangen hat, Schauspiel, 1826
- Die Repraesentanten-Wahl zu Dipplisburg, Schauspiel in 3 Akten, groeßtentheils im schwäbischen Dialecte, 1826
- Der Handstreich bis auf Spitz und Knopf oder Der Bauernstolz, Schauspiel in 4 Akten, im schwäbischen Dialecte, 1827
- Es gibt doch noch eine Hochzeit. Schauspiel in 3 Acten im schwäbischen Dialecte. Eine Fortsetzung des „Handstreichs bis auf Spitz und Knopf“, 1827

Im Jahre 1840 wurde postum herausgegeben:
- Die Schultheißenwahl zu Blindheim oder Ist das Volk mündig?, Schauspiel in 3 Aufzügen